# 渡部聖弥
渡部 聖弥（わたなべ せいや、2002年8月31日 - ）は、広島県府中市出身のプロ野球選手（外野手、三塁手）。右投右打。埼玉西武ライオンズ所属。

## 経歴

### プロ入り前
府中市立南小学校で1年生の時に野球を始める。府中市立第一中学校在学時は軟式野球のクラブチームである府中野球クラブでプレーしていた。
広陵高等学校に進学し、1年秋から三塁手のレギュラーに定着。2年春の第91回選抜高等学校野球大会に出場し、2回戦まで進出した。3年夏は新型コロナウイルスの影響で公式戦が中止となり、県で行われた独自大会で準優勝した。高校通算30本塁打。同学年に、自身と同じ2024年のドラフト会議でプロ入りした宗山塁がおり、寮でも同部屋であった。
高校卒業後は大阪商業大学へ進学。2年春のリーグ戦で首位打者を獲得すると、同年秋のリーグ戦では5本塁打を記録し、関西六大学野球連盟のシーズン最多本塁打記録を更新した。3年時の2023年は日米大学野球選手権大会の日本代表に選出された。外野手として2021年春、2022年春秋、2023年秋の4回、三塁手として2024年秋の1回と、大学通算でベストナインに5回選出されている。
2024年10月24日に行われたプロ野球ドラフト会議において、埼玉西武ライオンズより2位指名を受けた。11月20日、契約金7000万円、年俸1250万円で入団に合意した（金額は推定）。背番号は8。担当スカウトは後藤光貴。

### 西武時代
2025年3月28日、対北海道日本ハムファイターズ1回戦（ベルーナドーム）に「5番・左翼手」で新人開幕スタメンを掴む。新人の開幕スタメンは2017年の源田壮亮以来8年ぶり。第2打席でプロ初安打を記録した。4月12日の日本ハム戦までに11試合に出場し、パ・リーグ1位となる打率.429を記録していたが、同試合の3回の走塁時の右足首捻挫により、翌13日に出場選手登録を抹消された。25日に再び出場登録され、同日のオリックス・バファローズ戦で「3番・左翼手」として先発出場した。5月14日の福岡ソフトバンクホークス戦でプロ初本塁打を記録。23日の千葉ロッテマリーンズ戦では2本塁打を含む3安打を記録したが、8回の走塁で左足首を捻挫して途中交代した。交流戦前の5月31日に抹消され、6月27日に復帰した。

## 選手としての特徴・人物
“走攻守”3拍子揃った外野手。打撃では広角に長打を打てる技術と勝負強さが武器。守備では強肩と球際の強さに定評がある。50m走のタイム6秒1、遠投115mを記録。
愛称は「せいやん（西武入団後）」、「ムキムキマン（大学時代）」など。

## 詳細情報

### 記録
初記録
- 初出場・初先発出場：2025年3月28日、対北海道日本ハムファイターズ1回戦（ベルーナドーム）、「5番・左翼手」で先発出場[12]
- 初打席：同上、2回裏に金村尚真から三ゴロ[12]
- 初安打：同上、5回裏に金村尚真から左前安打[12]
- 初打点：2025年3月29日、対北海道日本ハムファイターズ2回戦（ベルーナドーム）、8回裏に杉浦稔大から左前適時打[28]
- 初盗塁：2025年4月12日、対北海道日本ハムファイターズ5回戦（エスコンフィールドHOKKAIDO）、3回表に二盗（投手：金村尚真、捕手：伏見寅威）[29]
- 初本塁打：2025年5月14日、対福岡ソフトバンクホークス11回戦（みずほPayPayドーム福岡）、1回表に大津亮介から左越ソロ[30]

### 背番号
- 8（2025年[10] - ）

### 登場曲
- 「Drive」WANIMA（2025年 - 、第1,2打席はAメロ、第3打席以降はサビ）

### 代表歴
- 2023年 第44回日米大学野球選手権大会 日本代表
- 2024年 ハーレムベースボールウィーク 日本代表